# Jacó (emissário persa)
Jacó (em latim: Iacobus) foi um oficial sassânida do século VI, ativo durante o reinado do xá Cosroes I (r. 531–579). Por ter conhecimento de persa e grego, foi enviado pelo rei como emissário para Constantinopla no final de 573 ou começo de 574 para entregar uma carta para a imperatriz Sofia, esposa do imperador Justino II (r. 565–578), pois este estava incapaz. Sofia então enviou uma embaixada liderada por Zacarias com sua resposta.